# Nicolas Patin
Pour les articles homonymes, voir Patin.
Nicolas Patin, né le 26 février 1981, est un historien français. Il est actuellement maître de conférences à l'université Bordeaux-Montaigne (Bordeaux III). 
Ses principaux thèmes de recherches sont centrés sur l'Histoire de l'Allemagne de 1914 à 1945, l'histoire des élites politiques, notamment celles de la République de Weimar, l'histoire du nazisme et de la « Solution finale ».

## Biographie
Après une prépa littéraire, il est reçu à l’École normale supérieure de Lyon en 2002. Il obtient l'agrégation d'histoire en 2005. De 2006 à 2010, il prépare un doctorat d'histoire contemporaine sous la direction de Didier Musiedlak et Horst Möller à l'université Paris-Nanterre : La guerre au Reichstag : expériences de guerre et imaginaires politiques des députés sous la République de Weimar (1914-1933). Il soutient sa thèse le 27 novembre 2010 et obtient une mention très honorable avec les félicitations du jury. Cette dernière est publiée en 2014 aux éditions Fayard sous le titre La catastrophe allemande, 1914-1945.
De 2006 à 2012, il est allocataire-moniteur-normalien puis ATER à l'université Paris-Nanterre. De 2012 à 2013, il est ATER à l'Institut d'études politiques de Lille. De 2013 à 2014, il est chargé de recherches à l'Institut historique allemand de Paris. En 2014, il devient maître de conférences en histoire contemporaine à l'université Bordeaux-Montaigne.
Grâce à une bourse de la Fondation pour la Mémoire de la Shoah qui lui permet d'aller consulter les archives de Friedrich-Wilhelm Krüger dispersées à travers le monde, il écrit la première biographie de cet officier SS.
Il est membre depuis 2014 du CEMMC (Centre d’étude des mondes moderne et contemporain).
En 2016, il rédige une tribune en faveur de la réédition commentée de Mein Kampf. Il signe par la suite en mars 2022 une tribune pour que soient retirées à l'hebdomadaire négationniste Rivarol ses aides publiques.
Il a été militant écologiste et engagé  dans la lutte contre le sida.

## Réception
Son livre, La catastrophe allemande, 1914–1945, a été reçu très favorablement par Le Figaro, dans lequel Paul-François Paoli écrit : 
Nicolas Patin [...] insiste sur [...] le rôle spécifique joué par les députés du Reichstag, durant l’entre-deux-guerres, dans le sabordage de leur institution. Fondé sur l’étude des archives allemandes, qui lui ont permis de reconstituer le parcours politique de 1 674 parlementaires élus au Reichstag avant l’accession au pouvoir d’Hitler, son travail fait ressortir plusieurs éléments saillants. Ces trois thèmes démagogiques, celui de la jeunesse contre la « gérontocratie » de la République de Weimar, de la « communauté des tranchées » et de la « communauté du peuple » vont être le ferment qui va permettre à Adolf Hitler de délégitimer, puis de détruire une institution parlementaire qui symbolisait, pour beaucoup d’Allemands, l’impuissance et la division.
Sa biographie de l'officier SS Friedrich-Wilhelm Krüger (Krüger, un bourreau ordinaire) a été plus discutée. Dans Le Monde, l'historien André Loez note : « Neuf dans ses matériaux, discutable dans ses interprétations, l’ouvrage contribue aux débats sur les héritages et les continuités de la violence, d’une guerre à l’autre. »

## Publications

### Ouvrages
- La catastrophe allemande : 1914-1945, Paris, Fayard, 29 janvier 2014, 330 p. (ISBN 978-2-213-66817-8, OCLC 870448193, BNF 43758021)
- Krüger : Un bourreau ordinaire, Paris, Fayard, 13 septembre 2017, 308 p. (ISBN 978-2-213-70054-0, OCLC 1005070087, BNF 45356700)
- Avec François Jarrige, Marion Fontaine, Anaïs Albert, Fabrice Bensimon, Gilles Candar, Alain Chatriot, Emmanuel Jousse, Thomas Le Roux, Laure Machu, Dominique Pinsolle, Marco Saraceno, François Vatin et Michelle Zancarini-Fournel, Le travail en Europe occidentale: 1830-1939, Neuilly-sur-Seine, Atlande, coll. « Clefs concours », 21 novembre 2020, 623 p. (ISBN 978-2-35030-665-0, OCLC 1224302371, BNF 46675374)
- Avec Julie Le Gac, Guerres mondiales : Le désastre et le deuil, 1914-1945, Malakoff, Armand Colin, coll. « Mnémosya », 19 octobre 2022, 479 p. (ISBN 978-2-200-62858-1, BNF 47145138)
- Avec Johann Chapoutot et Christian Ingrao, Le monde nazi : 1919-1945, Paris, Tallandier, 19 septembre 2024, 640 p. (ISBN 979-10-210-4580-4, OCLC 1457227901)

### Directions d'ouvrages
- Avec Nicolas Beaupré, Gerd Krumeich et Arndt Weinrich, La Grande guerre vue d'en face, Paris, Albin Michel, 18 mai 2016, 304 p. (ISBN 978-2-226-32145-9, BNF 45037467)
- Avec Christine Bouneau, La société civile organisée contre l'État (France, Europe, du XIXe siècle à nos jours) : La question des mineurs/minorés/minorisés, Pessac, Maison des Sciences de l'Homme de Bordeaux, 10 septembre 2020, 163 p. (ISBN 978-2-85892-604-6, OCLC 1198919108, BNF 46574870)
- Avec Arndt Weinrich, Quel bilan scientifique pour le centenaire de 1914-1918 ?, Paris, Sorbonne Université Presses, coll. « Mondes contemporains », 9 février 2022, 503 p. (ISBN 979-10-231-0706-7, OCLC 1299302797, BNF 46999440)

### Préface
- Anne Quinchon-Caudal, Avant Mein Kampf : Les années de formation d'Adolf Hitler, Paris, CNRS Éditions, 8 juin 2023, 386 p. (ISBN 978-2-271-13062-4, BNF 47278302)